# Angélica Esperanza Dacunda
Angélica Esperanza Dacunda de Blanco fue una docente y política argentina del Partido Peronista Femenino. Fue elegida a la Cámara de Diputados de la Nación Argentina en 1951, integrando el primer grupo de mujeres legisladoras en Argentina con la aplicación de la Ley 13.010 de sufragio femenino. Representó al pueblo de la provincia de Corrientes entre 1952 y 1955.

## Biografía
Previo a su participación política, fue maestra normal nacional y se desempeñó como directora en una escuela de San Luis del Palmar (Corrientes).
En las elecciones legislativas de 1951 fue candidata del Partido Peronista en la 2.° circunscripción de la provincia de Corrientes, siendo una de las 26 mujeres elegidas a la Cámara de Diputados de la Nación Argentina. Junto con Judith Élida Acuña, fueron las dos mujeres elegidas en dicha provincia. Asumió el 25 de abril de 1952.
Fue vocal en la comisión de Asistencia y Previsión Social. Completó su mandato en abril de 1955.